# Mirambeau (Alto Garona)
 Mirambeau  es una población y comuna francesa, en la región de Mediodía-Pirineos, departamento de Alto Garona, en el distrito de Saint-Gaudens y cantón de L'Isle-en-Dodon.

## Demografía
| 82 | 69 | 54 | 58 | 55 | 51 |
| Para los censos de 1962 a 1999 la población legal corresponde a la población sin duplicidades (Fuente: INSEE [Consultar]) |    |    |    |    |    |